# A Good Man Goes to War
"A Good Man Goes to War"  (intitulado "Um Homem Bom Vai à Guerra" no Brasil) é o sétimo episódio da sexta temporada da série de ficção científica britânica Doctor Who, transmitido originalmente através da BBC One em 4 de junho de 2011, sendo o último episódio da primeira parte da temporada. Foi escrito por Steven Moffat e dirigido por Peter Hoar.
O episódio segue a partir do cliffhanger do episódio anterior, que revela que a Amy Pond (Karen Gillan) que acompanhava o alienígena viajante do tempo conhecido como o Doutor (Matt Smith) era na verdade uma duplicata e que a verdadeira estava na verdade mantida em um local remoto prestes a dar à luz. O Doutor e o marido de Amy, Rory Williams (Arthur Darvill), reúnem um exército de aliados e partem em busca dela e de sua filha, uma garota chamada Melody Pond.
O episódio revela que a personagem recorrente River Song (Alex Kingston) é filha de Amy e Rory. Sua identidade foi mantida em segredo e apenas alguns membros do elenco e da equipe de produção receberam o final correto do roteiro. O início do episódio continha muitos locais diferentes que eram desafiadores para a produção. O cenário principal, Demons Run, foi filmado em uma base militar e em um hangar em Cardiff. Foi assistido por 7,57 milhões de espectadores no Reino Unido e recebeu um Índice de Apreciação do público de 88. A recepção da crítica foi positiva e o episódio foi indicado ao Prêmio Hugo de 2012 de Melhor Apresentação Dramática (Forma Curta).

## Enredo

### Prequência
Em 28 de maio de 2011, imediatamente após a transmissão de "The Almost People", a BBC lançou uma prequência para "A Good Man Goes to War". Nela, Dorium conversa com dois Monges Decapitados. Ele lhes dá o cérebro de um Judoon, que contém um protocolo de segurança de que os monges precisam. Dorium diz a eles que sabe o que eles estão fazendo, pois ouviu rumores na área. Ele lhes pergunta: "Tudo isso, para aprisionar uma criança? Ah, eu sei o que vocês estão fazendo, ouço tudo neste lugar. Eu até ouço rumores sobre de quem é a criança que vocês levaram. Vocês estão loucos? Vocês conhecem o histórias sobre o Doutor? As coisas que aquele homem fez? Deus nos ajude se você o deixar com raiva!"

### Sinopse
Demônios fogem quando um homem bom vai à guerra
A noite cai e sufoca o Sol
Quando um homem bom vai à guerra.

A amizade morre quando o amor verdadeiro mente.
A noite cai e a escuridão se ergue
Quando um homem bom vai à guerra.

Demônios correm, mas a que custo
A batalha está ganha, mas a criança está perdida.

River Song, explicando o significado do nome da base Demon's Run.
O Doutor e Rory descobrem que a esposa deste, Amy, foi sequestrada e seu lugar foi tomado por um avatar feito da "Carne", um material semi-senciente que muda de forma. O Doutor rastreia a localização dela até uma base em um asteroide chamado "Demon's Run", e ele e Rory reúnem vários de seus aliados para atacar. Rory tenta convencer River Song a ajudar, mas ela insiste que não pode, pois esta batalha é onde o Doutor descobrirá sua verdadeira identidade. No asteroide, Amy foi presa por Madame Kovarian, que levou sua filha Melody Pond. Amy faz amizade com a soldada humana Lorna Bucket, que conheceu o Doutor quando criança em seu planeta natal; Lorna dá a ela um símbolo de boa sorte com o nome de Melody, escrito na língua das Florestas Gamma.
Auxiliado por seus aliados, o Doutor toma a base, encontra Amy e recupera Melody de Kovarian. Ele comemora sua vitória, mas uma de suas associadas, Madame Vastra, o informa de que Kovarian estava escaneando Melody e encontrou vestígios de DNA dos Senhores do Tempo nela; o Doutor então percebe que a criança foi concebida enquanto Amy e Rory voavam na TARDIS e que o DNA da bebê poderia ter sido influenciado pelo vórtice do tempo.
Lorna então chega tarde demais para avisar o grupo sobre a armadilha de Kovarian. A TARDIS é bloqueada por um campo de força e seu exército de Monges Decapitados ataca, matando muitos Silurianos e ferindo fatalmente Lorna antes que a aliança restante possa terminar a batalha. Kovarian contata o Doutor, exultante por ter conseguido enganá-lo duas vezes, e revela que usará Melody como arma contra ele. Ela envia um sinal para fazer com que uma versão feita da Carne se desintegre nos braços de Amy, enquanto a criança verdadeira está em sua posse.
River chega e o Doutor a repreende por não ajudar. Ela então mostra o berço do Doutor a ele próprio, que então reconhece a verdadeira identidade dela. Encantado, ele sai sozinho na TARDIS para resgatar Melody, pedindo a River que devolva todos aos seus tempos. Amy exige que River explique o que ela disse ao Doutor, e então ela mostra o bordado de Bucket e enquanto os circuitos de tradução da TARDIS se ativam, River explica que o povo de Lorna nas Florestas Gama não tinham uma palavra para "lagoa" ("Pond"), pois a única água na floresta era o rio (River); então as palavras são traduzidas para inglês como "River Song". River revela que ela é a filha de Amy e Rory, Melody.

### Continuidade
Os Cybermen que aparecem no episódio são supostamente do planeta Mondas, ao invés da Terra paralela vista em "Rise of the Cybermen"/"The Age of Steel". Rory veste a armadura de um centurião romano, como visto pela primeira vez em "The Pandorica Opens"/"The Big Bang." O Gordo e O Magro citam o Doutor enviando os Atraxi para longe de um planeta antes de chamá-los de volta "para uma bronca", um incidente que ocorreu em "The Eleventh Hour." A citação "A única água na floresta é o rio", que River usa para explicar por que o povo da Floresta Gamma traduziu "Pond" para "River", foi dita pela primeira vez por Idris a Rory em "The Doctor's Wife." No primeiro episódio da sétima temporada, "Asylum of the Daleks" é revelado que as experiências de Amy em Demon's Run a tornaram infértil.

## Produção

### Roteiro

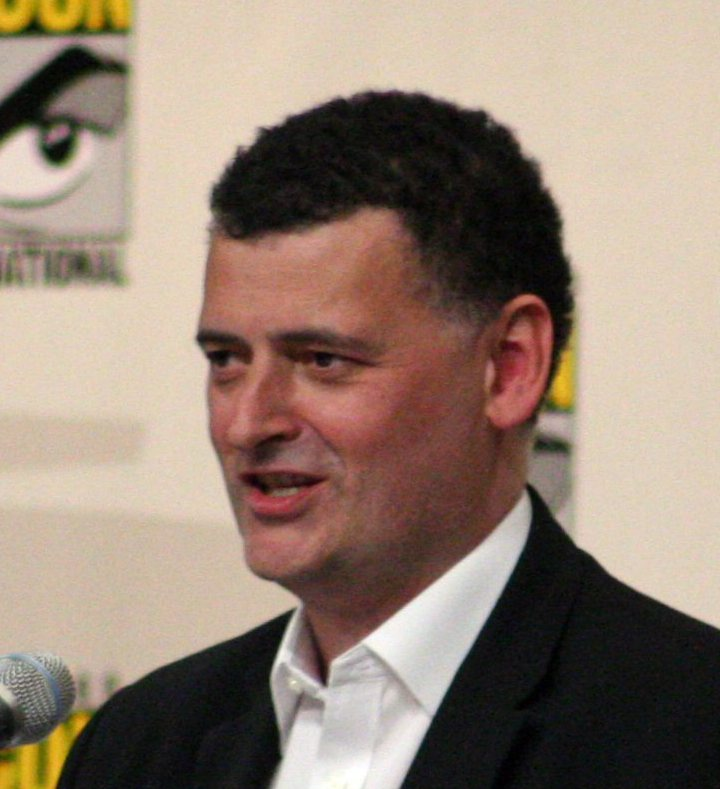
Steven Moffat escreveu o episódio para revelar a identidade de River Song e mostrar que o Doutor foi provocado o suficiente para montar um exército.

"A Good Man Goes to War" é o sétimo episódio da sexta temporada e também o 777.º episódio deDoctor Who, mas não há trocadilhos com o número sete na história pois a equipe de produção não percebeu isso até depois das filmagens. A ideia do episódio surgiu do escritor principal e produtor executivo Steven Moffat se perguntando se o Doutor, que era tipicamente um pacifista, poderia ser provocado o suficiente para reunir um exército. Os Monges Decapitados foram mencionados pela primeira vez em "The Time of Angels", adicionados ao roteiro daquele episódio para ajudar a explicar a aparência monástica do Arquivo Delirium que o Doutor e Amy estavam visitando. Tropas semelhantes também conhecidas como "Clérigos" apareceram em "The Time of Angels"/"Flesh and Stone"; Moffat afirmou que parecia que muitos exércitos do futuro em Doctor Who eram de origem religiosa. A possibilidade da palavra inglesa "doutor" originar-se do Doutor foi uma noção feita pelo roteirista na Usenet em 1995.
Moffat havia planejado a revelação sobre River Song "por muito tempo"; ao criar Amy, ele escolheu "Pond" como seu sobrenome para criar um link. Ele pretendia que a "resposta fosse tão complicada quanto a pergunta". Moffat informou a atriz Alex Kingston sobre os segredos de sua personagem no final da temporada anterior e ela não teve permissão para contar a ninguém; os atores principais Matt Smith, Karen Gillan e Arthur Darvill não sabiam da identidade da personagem. A identidade dela foi mantida em segredo; o roteiro lido na pré-produção tinha um final falso e apenas alguns poucos selecionados receberam o roteiro real.
O episódio vê o retorno de vários personagens secundários. Dorium apareceu anteriormente em "The Pandorica Opens", enquanto Henry e Toby Avery de "The Curse of the Black Spot" e o piloto do Spitfire Danny Boy de "Victory of the Daleks" fazem participações especiais. Moffat disse que planejava incluir John Barrowman para reprisar seu papel como Jack Harkness, mas o ator estava ocupado filmando Torchwood: Miracle Day e não estava disponível. Originalmente o episódio continha uma cena com o Ood Sigma, visto anteriormente em "Planet of the Ood", "The Waters of Mars" e "The End of Time", mas foi cortado do episódio final. Russell T Davies foi listado nos créditos pela criação dos Ood.

### Filmagens e efeitos
O episódio começou a ser filmado em meados de janeiro de 2011. Os vários cenários vistos no início foram um desafio para a equipe de produção. Um beco em Cardiff foi decorado para parecer uma rua vitoriana para uma breve cena de introdução com Vastra, enquanto um bar de hotel na mesma cidade foi usado para a boate de Dorium. As cenas em Demon's Run foram filmadas em uma base militar e hangar em Cardiff. Fumaça foi adicionada para dar uma sensação maior de nave espacial. O exército de clérigos foi aumentado com efeitos visuais. O cenário usado para a câmara em que Amy era mantida refém foi o mesmo usado para o Salão Oval em "The Impossible Astronaut"/"Day of the Moon". A Melody Pond bebê foi interpretada por gêmeas, uma prática comum usada nas filmagens para que uma delas pudesse descansar enquanto o outro estava no set. As gêmeas tinham três meses. Gillan e Darvill estavam nervosos em segurar as bebês, mas sentiram que isso contribuiu para sua atuação. Gillan também afirmou que o episódio mostrou um lado diferente de Amy e pensou que as telespectadoras simpatizariam com ela.
Os Monges Decapitados foram interpretados por dublês, e assim os atores estavam livres para improvisar em suas coreografias ao lutar contra eles. Para a cena em que os capuzes dos Monges são retirados, uma ombreira foi criada para os atores que eram mais baixos do que aqueles que normalmente os retratavam. Dan Starkey, que interpreta o Comandante Sontaran Strax, apareceu anteriormente como sontarianos em "The Sontaran Stratagem" / "The Poison Sky" (2008) e "The End of Time" (2010). Neve McIntosh, que interpretou a combatente do crime siluriana do século XIX chamada Madame Vastra, anteriormente interpretou as irmãs Alaya e Restac em "The Hungry Earth" / "Cold Blood" (2010). Starkey e McIntosh passaram por extensa maquiagem e próteses para seus personagens.

## Transmissão e recepção
"A Good Man Goes to War" foi transmitido pela primeira vez no Reino Unido na BBC One e BBC HD em 4 de junho de 2011 e nos Estados Unidos na BBC America em 11 de junho de 2011. No Reino Unido, números preliminares da audiência durante a noite foram de 5,5 milhões de telespectadores, um aumento de meio milhão em relação à semana anterior, sendo o sexto programa mais assistido. Quando a audiência final consolidada foi calculada, foi relatado que 7,57 milhões de telespectadores assistiram ao episódio, com um share de 31%. Alcançou um Índice de Apreciação do público de 88, o mais alto da temporada até o momento de sua transmissão.

### Recepção critica
| Críticas profissionais: | Críticas profissionais: |
| Avaliações da crítica   | Avaliações da crítica   |
| Fonte                   | Avaliação               |
| ----------------------- | ----------------------- |
| Digital Spy             | [ 20 ]                  |
| IGN                     | 9/10                    |
| Radio Times             | [ 22 ]                  |
| SFX Magazine            | [ 23 ]                  |
| The A.V. Club           | A-                      |

"A Good Man Goes to War" recebeu críticas positivas dos revisores. Escrevendo para a Radio Times, Patrick Mulkern achou o episódio surpreendente, divertido e uma demonstração das habilidades narrativas de Moffat, observando que a inclusão de vários personagens adicionou emoção e profundidade, uma reminiscência de Seven Samurai (1954) ou The Magnificent Seven (1960), e chamou-o de "um episódio bastante fabuloso em que Moffat novamente consegue sacar as grandes armas". Ele elogiou particularmente a revelação da identidade de River e a atuação de Kingston por fornecer "uma combinação extraordinária de sarcasmo/alívio/felicidade/tristeza". Ele enfatizou que a representação de diferentes orientações sexuais desafiava os estereótipos. Matt Risley da IGN descreveu-o como um final "épico" do meio da temporada que "começou com uma provocação de pré-créditos maravilhosamente exagerada e realmente não desistiu a partir daí". Ele elogiou o espetáculo e o desenvolvimento de personagem, mas sentiu que isso levava a uma certa quantidade de "cenas estranhas e apressadas... [personagens de apoio] esquecíveis e poucas oportunidades de transformar os Monges Decapitados em algo particularmente imponente".
Keith Phipps, do The A.V. Club, saudou-o como um episódio "emocionante e cativante que equilibra habilmente respostas e novos mistérios, mantendo os espectadores envolvidos e propensos a discutir o assunto nos próximos anos." Ele viu personagens secundários como Lorna Bucket, Strax, Madame Vastra e Jenny Flint contribuindo para o episódio, e Demon's Run com seus Fuzileiros Anglicanos e Monges adicionando profundidade ao cenário. Ele considerou a transformação de Rory no Último Centurião uma "mudança intrigante", acrescentando que a "cena de revelação de River e o peso emocional que ela trouxe são lindamente orquestrados e deixam uma impressão duradoura." Dave Golder da SFX Magazine acreditou que o episódio "salvou" a sexta temporada e ofereceu "uma fatia satisfatória de televisão de fantasia que atendeu a muitos requisitos: apresentava uma narrativa arrojada e impetuosa, ousada e confiante; parecia fantástico, havia algumas linhas hilariantes e a atuação das estrelas aumentaram sua potência em alguns pontos mais uma vez". No entanto, ele foi mais crítico em relação aos Monges e à direção da batalha no final. Neela Debnath do The Independent também foi favorável, elogiando o uso do cliffhanger e achou que a natureza complicada do episódio "atrai mais as pessoas para o show e as faz pensar sobre isso".
Morgan Jeffery, do Digital Spy, elogiou a sequência pré-créditos, as atuações do elenco e "incríveis 50 minutos de entretenimento". Como pequenas falhas, ele sentiu que Vastra era subdesenvolvida e que o impacto dos Monges era inadequado porque "o seu propósito e origens nunca são realmente explicados". Da mesma forma, Gavin Fuller do The Daily Telegraph achou que mesmo que o episódio fosse bom, havia uma falta de motivação significativa para os vilões. Ele também apontou que a revelação de River ser a filha adulta de Amy pode entrar em conflito "com uma série onde a perda muitas vezes é ignorada já nos próximos episódios". Fuller elogiou o Doutor de Smith, observando a recente mudança para um tom mais sério e o retrato autêntico do "constrangimento do Doutor ao descobrir a verdade sobre River".
Por um lado menos positivo, Dan Martin, do The Guardian, elogiou a revelação final e encontrou muito o que gostar, mas afirmou que não se sentia emocionalmente conectado aos Fuzileiros e Lorna devido ao ritmo acelerado da narrativa. Ao contrário de outros críticos, Martin expressou decepção com o Doutor de Smith, comparando-o desfavoravelmente ao retratado por David Tennant. Mais tarde, ele classificou-o como o segundo pior episódio da temporada, embora o final não tenha sido incluído na lista.
O episódio foi indicado ao Prêmio Hugo de Melhor Apresentação Dramática (Forma Curta) em 2012, mas perdeu para o episódio "The Doctor's Wife" de Neil Gaiman.

### Legado
Duas das novas personagens introduzidas no episódio, Vastra e sua assistente Jenny, provaram ser bastante populares entre os fãs, com vários fóruns e a SFX Magazine pedindo que a BBC encomendasse uma série spin-off. Moffat declarou em uma entrevista que não tinha tempo para trabalhar em um derivado, mas estava aberto à possibilidade dos personagens retornarem. Vastra e Jenny, assim como um Strax revivido, se tornaram parte do elenco recorrente da sétima temporada e ganharam uma série de áudio spin-off da Big Finish em 2019.